# Берестов, Вячеслав Алексеевич
Вячеслав Алексеевич Берестов (1931 — 2005) — советский, украинский и российский учёный, заведующий кафедрой ветеринарно-санитарной экспертизы Рязанского государственного агротехнологического университета. Доктор ветеринарных наук (1970), профессор (1974), заслуженный деятель науки РСФСР (1981) и КАССР (1974), академик Академии аграрного образования РФ, Петровской академии наук и искусств и Международной академии аграрного образования, лауреат премии Петровской академии наук и искусств. Автор 12 изобретений.

## Биография
В 1954 окончил Казанский ветеринарный институт, а в 1960 аспирантуру при Ленинградском ветеринарном институте. С 1961 по 1972 доцент кафедры зоотехники Петрозаводского государственного университета. С 1972 работал заведующим лабораторией физиологии пушных зверей Института биологии Карельского филиала АН СССР. С 1982 являлся членом секции звероводства и кролиководства ВАСХНИЛ, с 1983 руководителем секции физиологии и биохимии продуктивных животных АН СССР, с 1987 членом рабочей группы по звероводству и кролиководству СЭВ. С 1988 работал заведующим кафедрой Николаевского филиала Одесского сельскохозяйственного института. С 1999 по 2001 был первым заведующим созданной кафедры ветеринарно-санитарной экспертизы Рязанского государственного агротехнологического университета.

## Публикации
Является автором 350 научных работ, опубликованных в стране и за рубежом, в том числе 40 книг и монографий, 7 из которых переведены и изданы за рубежом в Финляндии, Дании, Индии, НРБ, ПНР, ГДР, ФРГ, США.
- Биохимия и морфология крови пушных зверей. Петрозаводск, 1971.
- Ферменты крови пушных зверей. 1981.
- Фагоцитарная реакция крови у норок и песцов. 1983.
- Минеральный состав волосяного покрова у норок и песцов. 1984.
- Научные основы звероводства. Л., 1985.
- Очерки по физиологии пушных зверей. Л., 1987.
- Гематология и клиническая химия пушных зверей. Ювяскюля, 1989.
- Особенности неспецифического иммунитета у норок и песцов. 1991.
- Спирулина - наше здоровье и долголетие. Николаев, 1999.
- Звероводство. Санкт-Петербург, 2002.[2]
- Клиническая биохимия пушных зверей. Петрозаводск, 2005.